# Gouchen
L'Array Courbé (Gouchen, 勾陳) est une constellation dans l'astrologie chinoise. Elle se trouve dans l'enclosure Ziwei. Elle est située dans les constellations occidentales modernes de la Petite Ourse et de Céphée. Elle entoure la constellation de l'Empereur Tianhuang (en), la divinité l'Empereur Tianhuang est censée la régir. D'autres constellations à proximité incluent le Beiji, Taiyi (zh) et Tianyi (zh).
Il est équivalent à la constellation européenne appelée Petite Ourse ou Ursa Minor. Dans le taoïsme, le Grand Empereur de l'Array Courbé est le fils aîné de Doumu (en) et le frère de l'Empereur Ziwei (en)[réf. nécessaire].
La constellation se trouve dans Kaiyuan Zyutsukyou (Le Sutra de Divination, Volume 69 : Gan Ji Zhong Guan Zui. Dans le Livre des Jin (晋書), il y a une description dans les « Records astronomiques » selon laquelle « on dit qu'une étoile dans la bouche est l'Empereur Tianhuang (en) ». Cette « bouche » fait référence au quadrilatère de la constellation Gouchen, qui garde le palais de l'Empereur, le Palais Pourpre où réside l'Empereur, et est représenté par sa deuxième étoile Ursa Major, 4e grandeur, sa première étoile Alpha Polaris, 2e grandeur, sa cinquième étoile Céphée, 4e magnitude, et sixième étoile 5e magnitude. L'Empereur est l'étoile de 5e magnitude (HD212710) du quadrilatère. Dans le « Wakan sansai zue », l'Empereur est également représenté dans la position de la « bouche », mais ce dessin est inexact. Gustaaf Schlegel, un orientaliste néerlandais, a identifié Alpha Ursa Minor comme l'Empereur Tianhuang (en). Cependant, selon Osaki, l'identification par Schlegel « ne peut pas être considérée comme une source de premier ordre ».

## Voir également
- Empereur Tianhuang (en)
- Taiyi (zh)
- Tianyi (zh)